# (7106) Kondakov
(7106) Kondakov (1978 PM3) – planetoida z pasa głównego asteroid okrążająca Słońce w ciągu 4,69 lat w średniej odległości 2,8 j.a. Odkryta 8 sierpnia 1978 roku.